# Shogunat Kamakura
El shogunat Kamakura (鎌倉幕府, Kamakura bakufu) va ser el primer règim militar feudal japonès establert pels shōguns des de 1185 fins al 1333. El poder estava centralitzat a la ciutat de Kamakura, que era la capital del shogunat; aquest període és conegut com el període Kamakura.

## Establiment del shogunat
Abans de l'establiment del shogunat, el poder civil al Japó estava centralitzat, principalment en els emperadors, els seus regents (típicament nomenats des de la cort) i els clans aristocràtics que els recolzaven. Els afers militars es portaven sota l'auspici del govern civil. Tot i això, després de la derrota del clan Taira a la batalla de Dannoura, que va finalitzar la Guerra Genpei a favor del clan Minamoto, Minamoto no Yoritomo va obtenir el poder el 1185 i es va convertir en el governant de facto del país. Va afermar la primacia del poder militar en el govern i se li va donar el títol de shōgun el 1192, mentre que el sistema de govern que es va establir es va formalitzar com el bakufu (literalment, 'govern de tenda'). Les províncies japoneses es convertiren en entitats semiautònomes sota l'ordre de noves proteccions anomenades shugo (守護), els predecessors dels daimyō. Els protectors van ser escollits principalment de poderoses famílies de les diferents províncies, o el títol era donat a un general i la seva família després d'una campanya exitosa.

## Usurpació del shogunat
Després de la mort de Yoritomo, Hōjō Tokimasa, cap del clan de la viuda de Yoritomo Hōjō Masako i antic guardià de Yoritomo, va reclamar el títol de regent a Minamoto no Yoriie. El clan Minamoto va mantenir el títol de shōgun per dues generacions més, amb el clan Hōjō exercint realment el poder, de manera que el shōgun fou convertit en un governant titella.
Els mongols sota Khublai Khan van intentar una invasió per mar el 1274 i el 1281, però va ser repel·lits amb èxit pel shogunat amb l'ajuda dels kamikazes, però els cursos militars i econòmics van debilitar seriosament el règim.
L'emperador Go-Toba va intentar usurpar el poder del shogunat en la rebel·lió de 1221, però va fracassar estrepitosament. Amb aquest succés, es va solidificar el poder del clan Hōjō en el si del shogunat, fins al punt que es permetien elegir els successors dels shōguns.
Un segon intent va ser la guerra Genkō duta a terme per la cort imperial el 1331 sota el regnat de l'emperador Go-Daigo, que va acabar amb èxit, particularment pel general més poderós de Kamakura, Ashikaga Takauji, que va preferir recolzar l'emperador. El shogunat Kamakura va arribar a la fi el 1333, amb la derrota i destrucció del clan Hōjō. Aquest triomf va ser de curta durada, ja que la efímera Restauració Kenmu va acabar quan Ashikaga Takauji va assumir la posició de shōgun, establint el shogunat Ashikaga.

## Llista de shōguns
1. Minamoto no Yoritomo (1147-1199) (r. 1192-1199)
2. Minamoto no Yoriie (1182-1204) (r. 1202-1203)
3. Minamoto no Sanetomo (1192-1219) (r. 1203-1219)
4. Kujō Yoritsune (1218-1256) (r. 1226-1244)
5. Kujō Yoritsugu (1239-1256) (r. 1244-1252)
6. Príncep Munetaka (1242-1274) (r. 1252-1266)
7. Príncep Koreyasu (1264-1326) (r. 1266-1289)
8. Príncep Hisaaki (1276-1328) (r. 1289-1308)
9. Príncep Morikuni (1301-1333) (r. 1308-1333)

## Efectes
Va ser el primer shogunat a regir al Japó i va tenir bastants efectes, ja que es va instaurar un govern militar, que va conduir a l'ascens de les classes guerreres, considerades anteriorment com a subordinades i inferiors a l'aristocràcia. En aquest període, emergeix el concepte de bushido; i les escoles budistes zen, Nichiren i Jōdo Shinshū van guanyar més adeptes. La literatura popular va canviar radicalment, amb el monogatari, que canvia els seus arguments tràgics romàntics sobre nobles a epopeies romàntiques tràgiques sobre els samurais.